# آیدان صلاحوفا
آیدان صلاحوفا (ترکی آذربایجانی: Aydan Tahir qızı Salahova؛ زادهٔ ۱۶ مارس ۱۹۶۴) نقاش، گالریست و چهره‌ای معروف آذربایجانی روسیه‌ای است. او در سال ۱۹۹۲ نگارخانه خصوصی آیدان را در شهر مسکو تأسیس کرد. آثار او در بسیاری از گالری‌های دولتی و خصوصی روسیه به چشم می‌خورد.

## زندگی‌نامه
آیدان صلاحوفا در سال ۱۹۶۴ در خانواده طاهر صلاحوف، در شهر مسکوی شوروی به دنیا آمد. او دانش‌آموخته مدرسه نقاشی، مجسمه‌سازی و معماری مسکو به عنوان دانشجوی خارجی در سال ۱۹۸۷ است. آیدان صلاحوفا از سال ۲۰۰۰ استاد مؤسسه آموزشی عالی یادشده و از سال ۲۰۰۷ عضو فرهنگستان هنرهای زیبای روسیه می‌باشد.
در اواخر دهه ۱۹۸۰، صلاحوفا به یکی از شهیرترین چهره‌های هنری نسل جدید در تمام کشورهای عضو شوروی سابق تبدیل شد. در سال ۲۰۰۲، فرهنگستان هنرهای زیبای روسیه با اهدای مدال نقره، از آیدان صلاحوفا در ازای فعالیت‌های برجسته هنری اش تقدیر به عمل آورد. او عضویت در اتاق عمومی فدراسیون روسیه بین سال‌های ۲۰۰۵ تا ۲۰۰۷ را نیز در کارنامه خود دارد.
با سابقه فعالیت بالغ بر ۲۰ سال در زمینه‌های نگارگری و تدوین گالری، نقش و تاثیران بسزایی در توسعه و پیشرفت هنر معاصر روسیه پساشوروی از خود نشان داده‌است. آثار او در نمایشگاه‌های بین‌المللی مهم هنری و دوسالانه، از جمله دو بار (۱۹۹۱ و ۲۰۱۱) در نمایشگاه دوسالانه ونیز و یک بار (۲۰۰۷) دوسالانه هنرهای معاصر مسکو در معرض نمایش گذاشته شده‌است.

## آثار هنری

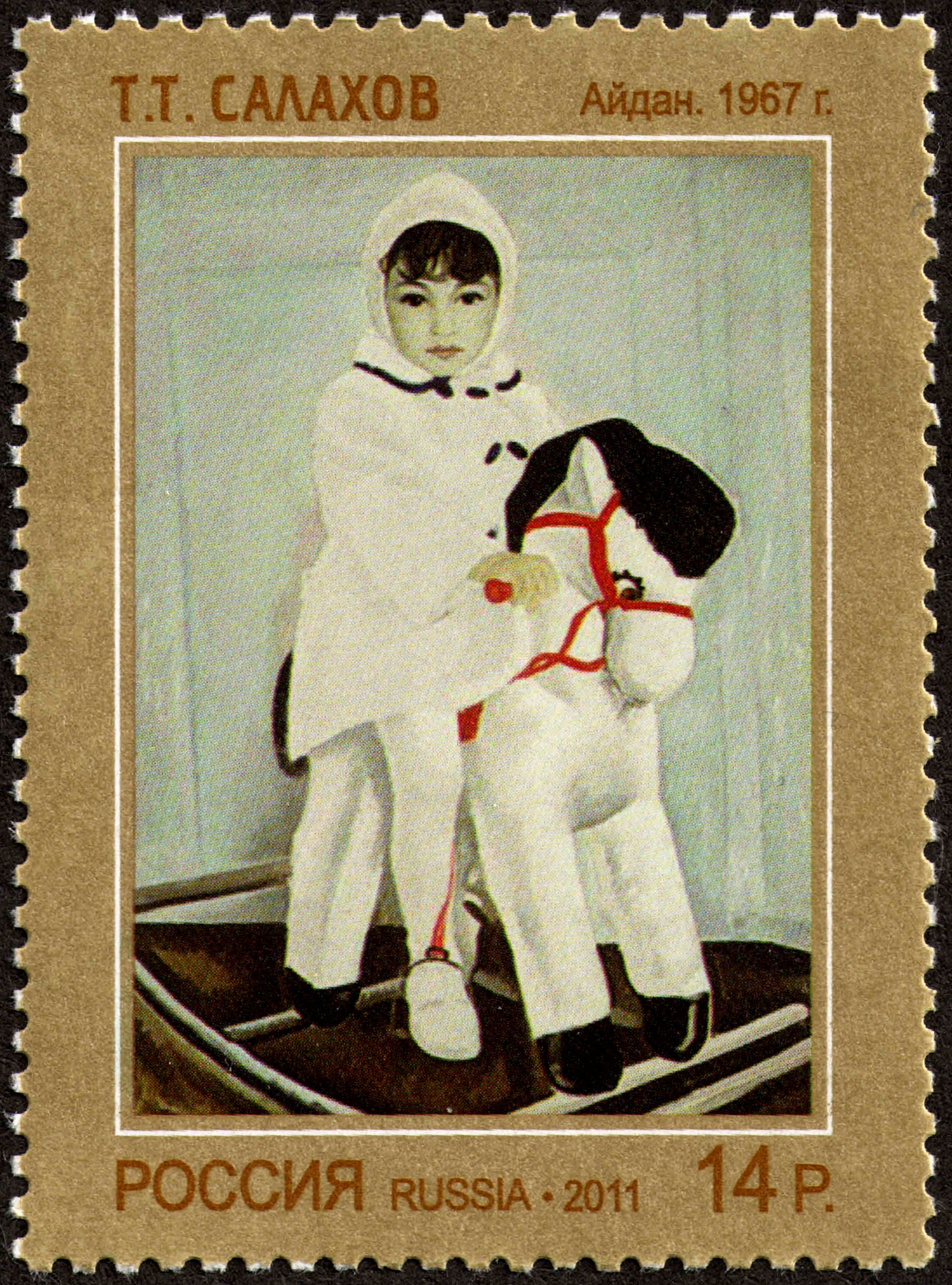
آیدان صلاحوفا در سال 2011

نقاشی‌های آیدان صلاحوفا نه تنها در جامعه هنری روسیه، بلکه در سطح بین‌المللی نیز آوازه یافته‌است. آثار این هنرمند هر از گاهی در نمایشگاه‌های بین‌المللی و دوسالانه به نمایش گذاشته می‌شود. آیدان صلاحوفا در آثار خود به بررسی مضامین جنسیتی و تمایلات جنسی زنان در چارچوب اسلام، مغایرت‌ها بین شرق و غرب، ممنوعیت‌ها، باطن‌گرایی و زیبایی می‌پردازد. او یکی از هنرمندان مهم در عرصه هنر معاصر روسیه است، که به چند زمینه مختلفی مانند عکاسی، مجسمه‌سازی، نقاشی، و چیدمان مشغول است.
آیدان صلاحوفا در برخی از نگارگری‌های خود با تلفیق سنن آذربایجانی که او طبق آن‌ها بزرگ شده، از روش‌های تربیتی اروپایی، جهان اسلام شرق را با تأثیرات تفکرات فمینیستی غربی مرتبط می‌سازد. مجموعه «مینیاتورهای ایرانی» این هنرمند حکایت از هویت زنانانه در جامعه اسلامی دارد. عناصر نامرئی در نقاشی‌هایش از اهمیت متساوی و هم‌وزنی با عناصر قابل روئت برخوردار می‌باشند.
این هنرمند آذربایجانی بین سال‌های ۱۹۹۱ تا ۲۰۰۶، تعداد زیادی نمایشگاه در کشورهای روسیه، آلمان، فرانسه، ایتالیا، امارات متحده عربی، انگلستان، مجارستان، ایالات متحده آمریکا و غیره… برگزار کرده‌است.